# Jeannette Betancourt

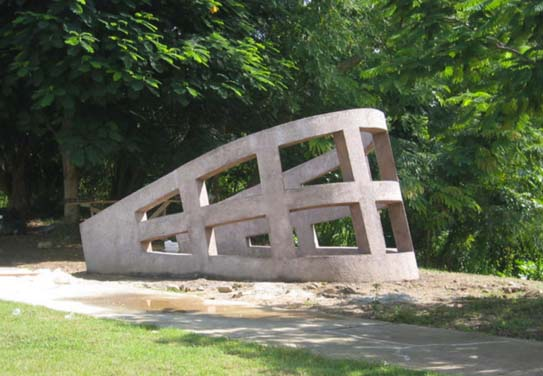
Custodia, 2003. Obra pública en cemento y grano de mármol. Caguas, Puerto Rico.

Jeannette Betancourt (Nueva York, 4 de abril de 1959) es una artista multidisciplinaria, escultora y gestora cultural, ha desarrollado una trayectoria en la gestión, actividades educativas, curaduría y museografía de exposiciones. Es parte del Sistema Nacional de Creadores de Arte del Fondo Nacional para la Cultura y las Artes. Su obra forma parte de las colecciones: Instituto Nacional de Bellas Artes, Museo de Arte Abstracto Manuel Felguérez, Museo de Arte Contemporáneo de Puerto Rico, Museo de Arte de Caguas, Museo de la Ciudad de Querétaro, Museo de la SHCP, Instituto Matías Romero, Museo y Centro de Estudios Humanísticos de la Universidad Ana G. Méndez, Museo de Arte de Bayamón, entre otras.

## Biografía
Vivió en Puerto Rico de 1969 a 1985, donde realizó sus estudios de primaria, secundaria y universidad. Estudió Publicidad, Periodismo y Relaciones Públicas, obteniendo en 1983 un Grado Asociado en Artes de las Comunicaciones de la Universidad del Sagrado Corazón en Santurce, Puerto Rico.  Trabajó varios años en agencias de publicidad, lo cual la llevó a viajar a la Ciudad de México en 1985, donde comenzó a aprender formalmente dibujo y escultura, bajo la tutela de escultores mexicanos, aprendió diversas técnicas. A partir de 1995, se dedica de tiempo completo a las artes visuales.

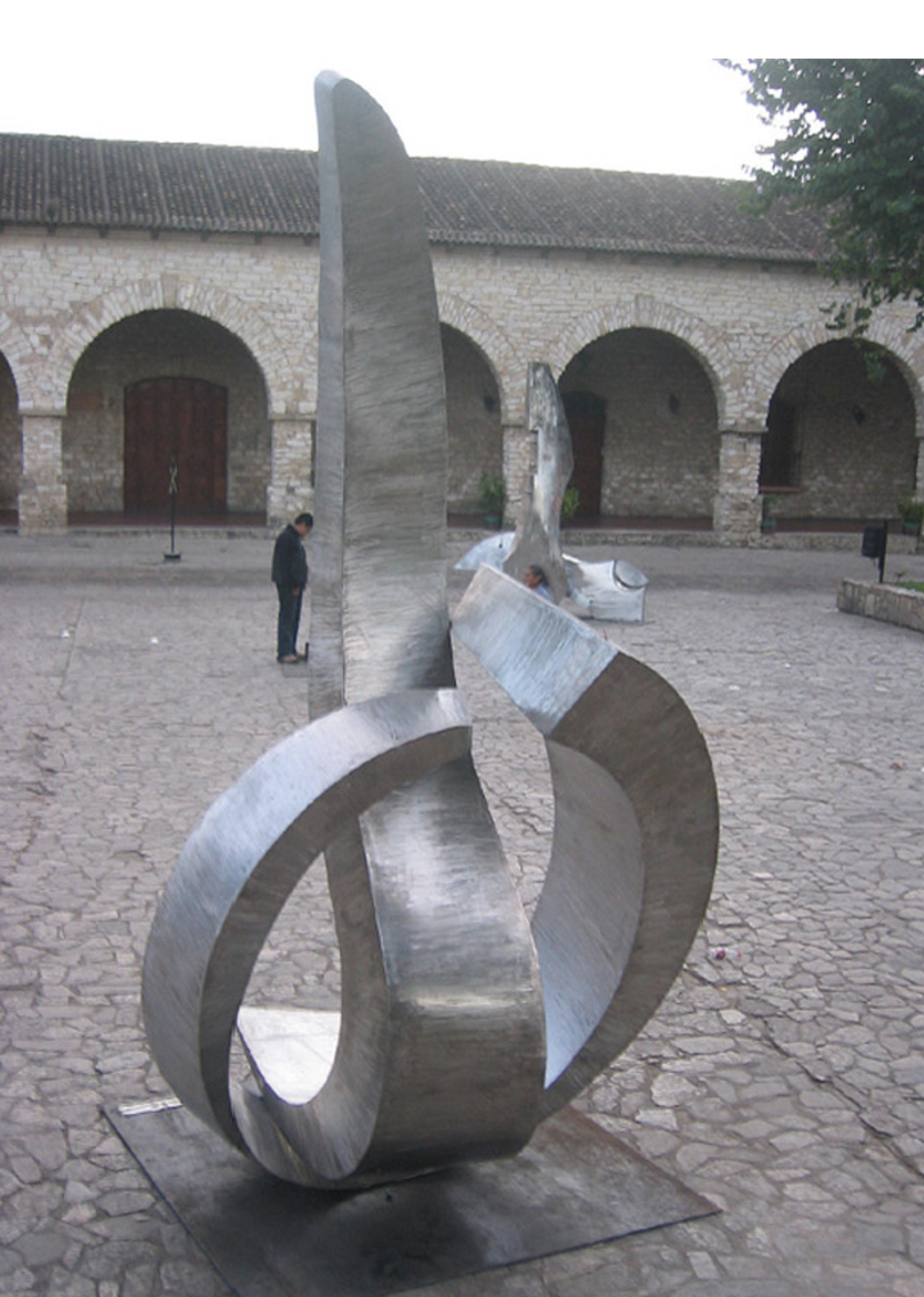
Zwagine, 2006. Obra pública en acero inoxidable. Chiapas, México.

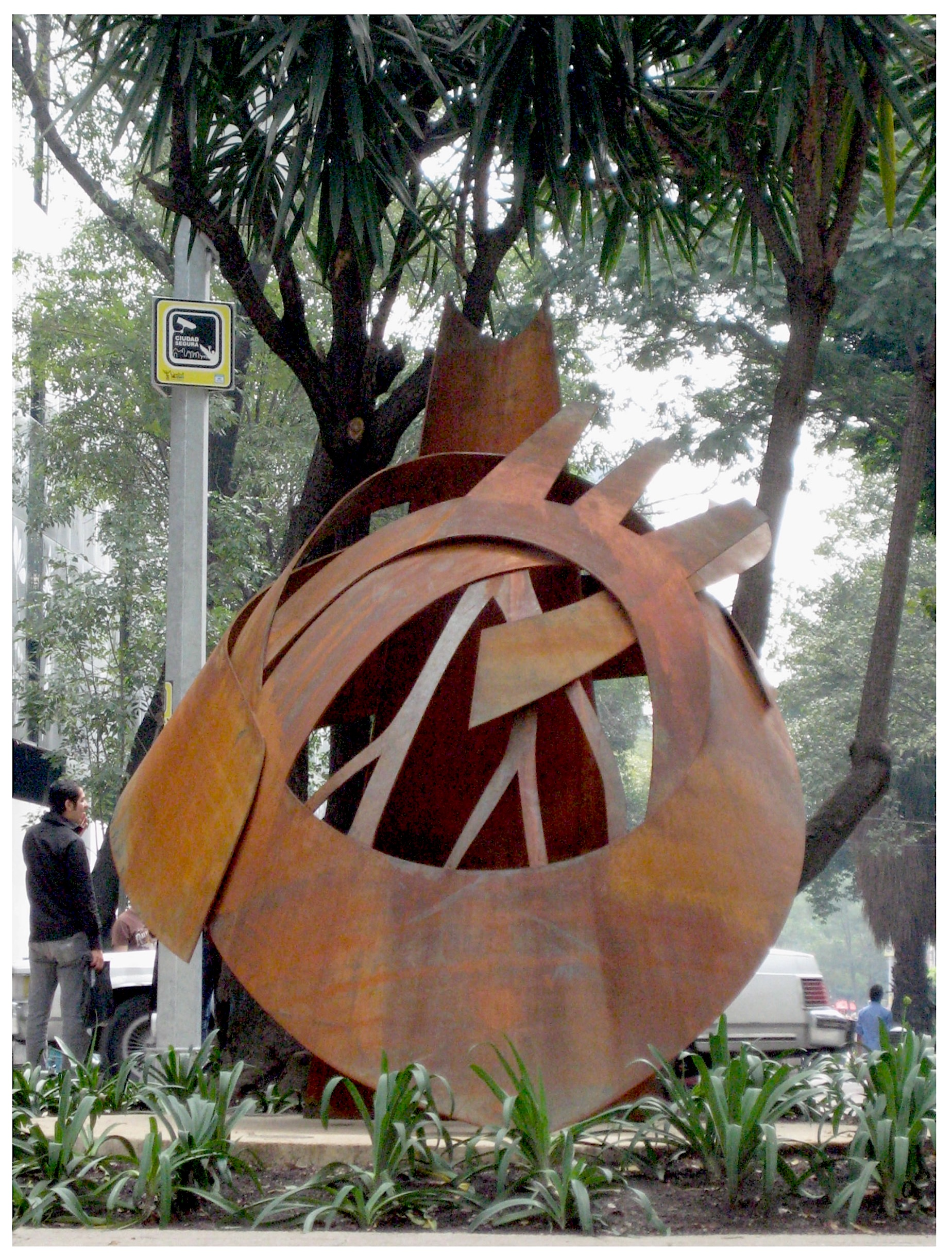
2011 Habitar el corazón. Obra pública en acero. Ciudad de México, México.

Con el propósito de propiciar lazos culturales entre Puerto Rico y México, coordina de 1996 al 2003 las actividades del grupo Cuarto Creciente Escultores Contemporáneos en la Ciudad de México y la exhibición colectiva de gran formato Expresión de Nuevo Milenio: presencia de México. Esta exposición se presentó en la Biblioteca Nacional del Educación del Centro Cultural del SNTE en 1998, y en el Museo de Arte Contemporáneo de Puerto Rico en 2001. Posteriormente, la Secretaría de Relaciones Exteriores de México, integró la muestra a su programa internacional de exposiciones y la presentó adicionalmente en Seattle, Washington y Houston,Texas en 2002.
De 2001 al 2002, toma clases particulares de filosofía con el maestro en derecho, filosofía y compositor, Venustiano Rey Jr., lo cual marcará un cambio en su producción artística, indagando a través del arte, la recurrencia en la comisión inevitable del pecado y su consecuente e interminable culpa.
Desarrolla estas obras mediante la articulación equilibrada de materiales dispares, tales como: la piedra, el hierro y la piel animal. Esta producción, reunida bajo la exhibición Sentidos Alternos se presenta en la Casa del Lago Juan José Arreola en 2003 y posteriormente a través de la Secretaría de Relaciones Exteriores de México en: Guatemala, El Salvador, Honduras, Paraguay, Belice y Puerto Rico entre 2004 y 2005.  En la construcción de ideas y piezas escultóricas, se atreve a perpetrar una ácida crítica a esta manera de entender y vivir la religiosidad, cuestionando el fundamento moral, filosófico, político y ético que sustentan este universo de ideas.
Ha participado en exposiciones y proyectos como Alter Natura (2004-2005) en el Museo Federico Silva, Jardín Juan de Dios en San Luis Potosí, El Medio ambiente y la escultura como medio de expresión actual (2006) en la Universidad Autónoma del Estado de México, Verde Urbe organizada por Original Múltiple en la Cd de México (2006), el ciclo de intervenciones “Temps, Memòria VII ESTIU ART interventions plàstiques. 17va. en Valencia, España (2008), “Campeche 331” en el Horno de la Ciudadela. Pamplona, España (2010, “Fragilidad” en la Galería del Museo de la Secretaría de Hacienda y Crédito Público (2011), Habitar el Corazón (2011), obra ubicada en Av. Reforma y Génova en la Ciudad de México, “Naturaleza Fragmentada” en el Museo de la Cancillería (2011-2012) y “Elogio al Espacio/ Intervenciones Escultóricas” en la Universidad Autónoma Metropolitana/ Unidad Azcapotzalco (2012- ) entre otras, contribuyeron a acotar la forma en que abordará en adelante, sus reflexiones en torno a la naturaleza.
Como integrante del Sistema Nacional de Creadores de Arte del FONCA/ CONACULTA de 2013-2015, investiga y desarrolla obras bajo el tema: La Naturaleza y su Estado de Contingencia, bajo tres ejes de trabajo: El Agua (2013), La Alimentación (2014) y La Tierra (2015), como un vehículo de la reflexión y la manifestación de soluciones y acciones que todos podemos emprender para retornar a la Naturaleza como ejemplo de cultura ética. Del 2016 al 2019 y, como miembro del Sistema Nacional de Creadores de Arte del FONCA/ Secretaría de Cultura, investiga y desarrolla obras en torno a los Efectos del Antropoceno y la Noosfera sobre la Tierra, donde expone la irreversibilidad del daño a nuestro patrimonio real común, o sea al planeta y la naturaleza; el único entorno conocido apto para la existencia humana, en el que sólo hay un causante y que es al mismo tiempo su víctima: el ser humano. Actualmente es integrante del Sistema de Apoyos a la Creación y Proyectos Culturales  (SACPC) del Sistema Nacional de Creadores de Arte (SNCA), México del 2024 al 2027, tiempo en el que investigará y desarrollará obra bajo el tema: Nuevos entendimientos del mundo biótico en la era de la fragilidad ecosistémica. 

## Obra

### Obra Pública
- Custodia, 2003. Municipio Autónomo. Caguas, Puerto Rico.
- Swagine, 2006. 2.ª Bienal Internacional de Escultura en Acero Inoxidable en Comitán. Chiapas, México.
- Los Guardianes, 2010, Espigas de Viento, 2010, El Abrazo, 2010, Uadis, 2010, El Bosque 2010. Centro Cultural y Santuario de la Mariposa Monarca en Sierra Chincua. Michoacán, México.
- Habitar el Corazón, 2011. Av. Reforma y Génova. Ciudad de México, México.
- Otoño, 2012. Universidad Autónoma Metropolitana/ Atzcapotzalco. Ciudad de México, México.

### Catálogos
- KASSNER, LILY., et. al. (2003)  en Sentidos Alternos. México. Secretaría de Relaciones Exteriores/ México y Banco Popular de Puerto Rico.
- ESPINOSA, A., et. al. (2001) “Escultura Mexicana: una ventura libertaria” en Expresión del Nuevo Milenio: Presencia de México. Secretaría de Relaciones Exteriores/ México.
- NOREÑA, A., (2007) “Delimitando el vacío” en Into the Void. México.
- SANTAMARINA, G. (2010) “Continúa el aire en medio (o shadows scannig)” en Campeche 331. México.
- REYNOSO, J. (2019) et. al. (2019) en Tras la huella irracional en La huella irracional. México. Secretaría de Cultura/ FONCA.